# Marienburg (Köln)
Der Stadtteil Marienburg liegt im Süden der Stadt Köln. Politisch gehört er dem Stadtbezirk Rodenkirchen an. Marienburg zählt zu den bevorzugten und auf den Immobilienmarkt bezogen hochpreisigen Kölner Stadtteilen.

## Lage
Marienburg grenzt im Osten an den Rhein, im Süden mit der Bundesautobahn 4 an Rodenkirchen, im Westen an den Stadtteil Raderthal und im Norden an Raderberg und Bayenthal. Rechtsrheinisch liegt Poll direkt gegenüber.

## Geschichte

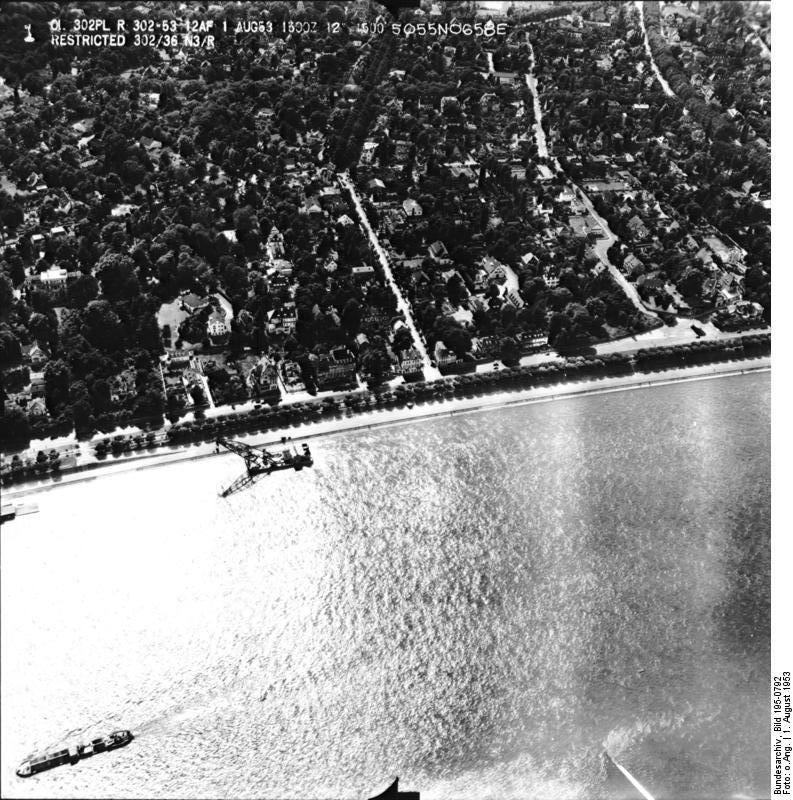
Köln-Marienburg im Sommer 1953, am unteren Bildrand eine Mole des Poller Rheinufers

Südlich der damaligen Stadt Colonia Claudia Ara Agrippinensium entstand etwa 20 n. Chr. das Flottenkastell Alteburg in Höhe der heutigen Straße „Im Römerkastell“. Auf einer Fläche von etwa sechs bis sieben Hektar dürfte es mehr als tausend Personen Platz geboten haben. Es erhielt spätestens 100 n. Chr. eine steinerne Umwehrung und wurde 276 durch die Franken zerstört. Ein hier gefundener Grabstein des Lucius Valerius Verecundus, dessen Einheit ab 69 n. Chr. in Germanien Dienst tat, wurde wohl kurz nach 70 n. Chr. aufgestellt.
Eine Bebauung setzte dem „Cöllner Schweid“ von Abraham Hogenberg zufolge in der Gegend erst nach 1609 ein. Der Kölner Ratsherr Johann Wilhelm Joseph Huybens legte 1782 auf dem alten Flottenkastell einen 20 Morgen großen „englischen Park“ an. Peter Joseph Prengrulier verkaufte am 6. April 1813 das „Gut Alte Burg“ (An der Alteburger Mühle 6) an Ludwig Böcking und definierte das 184 preußische Morgen umfassende Areal als Windmühle – deren Turm-Torso heute noch erhalten ist – Wohnhaus, Ökonomiegebäude und Ackerfläche. Böcking errichtete hier den ersten industriellen Betrieb, eine Kalkbrennerei, verkaufte das Areal jedoch im Januar 1845 an Fabrikant Paul Josef Hagen. Dieser hatte bereits 1843 den Gutshof Marienburg erworben; nach ihm ist der Stadtteil benannt. Ende des 18. Jahrhunderts wurde auf dem Gelände des Kastells die bis heute erhalten gebliebene Alteburger Mühle (An der Alteburger Mühle 6) errichtet. Einziger Industriebau war die 1873 gegründete „Rheinische Aktienbrauerei Alteburg“. 1878/79 wurde an der Marienburger Straße (ehemals Rathausstraße) das neue Rathaus der Gemeinde Rondorf errichtet, das jedoch bereits mit der Eingemeindung nach Köln 1888 seine Funktion verlor und 1929 abgebrochen wurde. Im September 1867 kam es zum Vertrag mit John Moore über den Bau des Alteburger Wasserwerks.

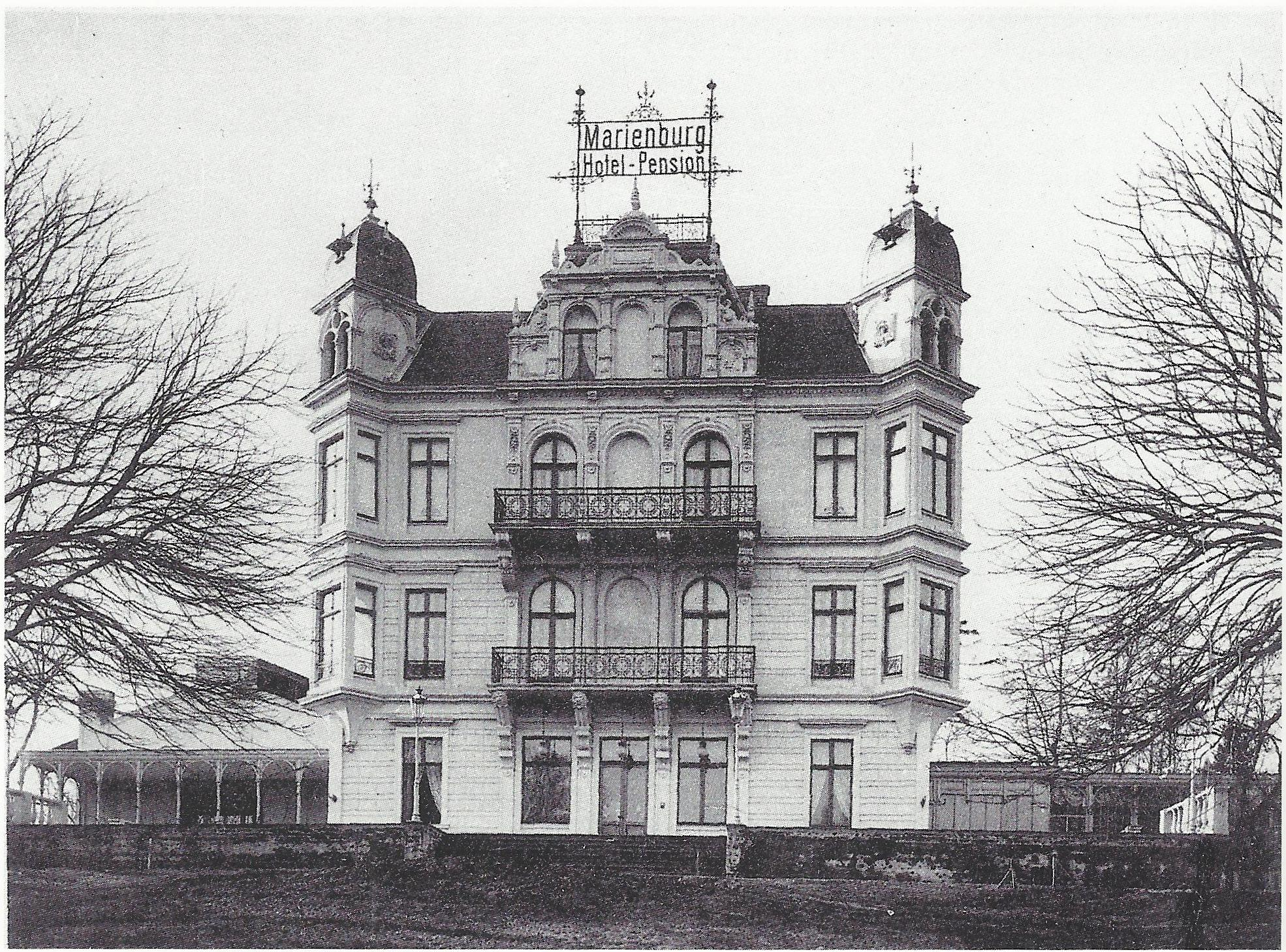
Gutshof Marienburg 1893

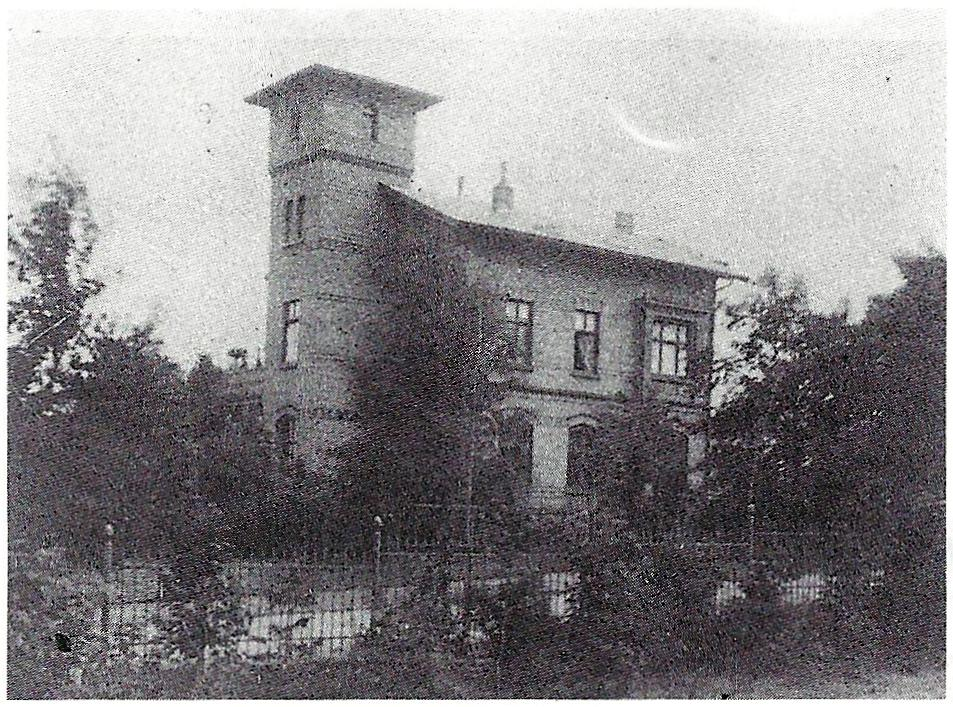
Ehemaliges Rathaus der Gemeinde Rondorf, Marienburger Straße 7 (um 1890)

In Marienburg sind Straßenbenennungen eindeutig mit romantisierender Absicht erfolgt, insbesondere bei den Villenstraßen Lindenallee, Parkstraße oder Unter den Ulmen. Diese und andere Straßenzüge entwickelten sich während der Gründerzeit zu Villenkolonien wohlhabender Kölner Industrieller und Bankiers. Dies ist insbesondere auf die Initiative des Kölner Kaufmanns Ernst Leybold zurückzuführen, der neben seiner Tätigkeit als Spediteur auch als Immobilienspekulant auftrat. Er hatte das 1845 gebaute Gut Marienburg nebst Herrensitz und zusätzlichen 60 Hektar Feldern zusammen mit Kommerzienrat Adolph Davignon (Leipzig) im Februar 1868 günstig vom Bankhaus Sal. Oppenheim erstanden. Leybold übernahm im Jahre 1871 Davignons Anteile. Während Leybold den Herrensitz 1874 selbst bezog, parzellierte er die freie Landfläche und veräußerte sie an wohlhabende Interessenten. Seine spekulativen Immobiliengeschäfte belasteten jedoch zunehmend seine wirtschaftliche Situation, so dass er 1880 das Gut Marienburg verpachtete und in eine Mietwohnung ziehen musste. Zusammen mit Rudolf Schulz gründete er 1880 die Immobiliengesellschaft Leybold & Cie. Er gründete ferner die „Actiengesellschaft Marienburg-Cöln“, welche sich mit dem Projekt „Marienburg“ befasste. Ende 1891 übertrug er sein Marienburger Grundeigentum an die inzwischen aus Leybold & Cie. hervorgegangene „Kölnische Immobilien-Gesellschaft AG“.
Der Ausbau des Villenvororts beschleunigte sich, als am 1. April 1888 die Eingemeindung nach Köln erfolgte, wodurch der Straßenbau in städtische Hand überging und 1896 Camillo Sitte einen einheitlichen Bebauungsplan mit Verkehrsanbindung anregte, der von Stadtbaumeister Josef Stübben umgesetzt wurde. Die Bebauung Marienburgs begann ab etwa 1895 und ist im Wesentlichen gegen 1925 abgeschlossen. Damit lässt sich über einen Zeitraum von etwa 30 Jahren an einer Vielzahl palastartiger Gebäude die Entwicklung der Architektur vom ausgehenden Historismus über den Jugendstil, dem Expressionismus bis hin zur Moderne verfolgen. Unter den Architekten finden sich zahlreiche renommierte Persönlichkeiten, so etwa Joseph Maria Olbrich, Paul Pott, Paul Bonatz, Bruno Paul, Otto March oder Hanns Koerfer. In Marienburg bauten auch viele Kölner Architekten wie Dominikus Böhm, Franz Brantzky, Theodor Merrill, Carl Moritz, Wilhelm Riphahn oder Schreiterer & Below. Pott und Merrill waren die wichtigsten Architekten Marienburgs. Durch diese konzentrierte Anordnung herausragender Villenarchitektur entstand eine Wohnbebauung, die in dieser Kompaktheit in Deutschland nur noch in den Berliner und Münchner Vororten anzutreffen ist. Die Villengegend Marienburgs ist bis heute ein durch prachtvolle Bauten der Jahrhundertwende geprägtes Wohngebiet mit ausgedehnten Gärten, Alleen und Parks. Die Marienburger Villen sind zudem stets als Gesamtkunstwerk aufgefasst worden, denn eine Einbettung in eine große Gartenanlage, Wandmalereien im Inneren und häufig mit einem für das Haus individuell entworfenen Mobiliar gehörten zum Ambiente.
Die Bebauung mit repräsentativen Villen für den „kölschen Adel“ – begüterte Familien der Oberschicht – erfolgte insbesondere in der Lindenallee und der angrenzenden Parkstraße und hat Marienburg den Beinamen „Villenvorort“ als einem der exklusivsten und bedeutendsten Villenviertel in Deutschland eingebracht. Vergleichbar sind nur noch Berlin-Grunewald oder Grünwald. Der Stadtteil gehört zu den besterhaltenen Gebieten der Stadt Köln, denn er blieb im Krieg weitgehend von Zerstörungen verschont – anders als die übrigen Stadtbereiche. Die Besiedlung erfolgte in offener Bauweise mit Villen und palastartigen, herrschaftlichen Wohnsitzen entlang geschwungener und gerader Straßen. Noch heute sind zahlreiche Villen aus dieser Zeit erhalten.

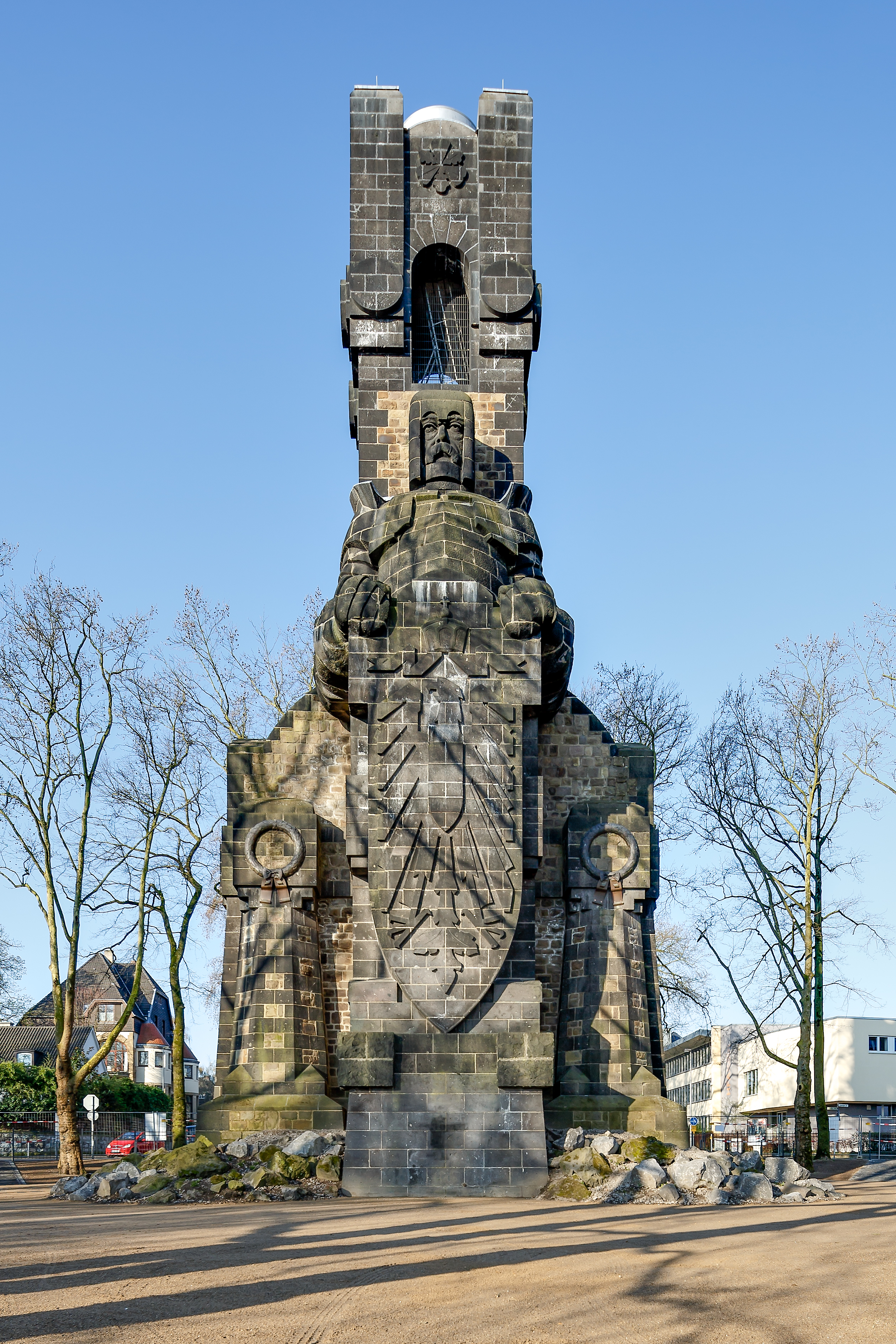
Kölner Bismarckturm

Am rheinseitigen Endpunkt des Bayenthalgürtels errichtete man 1902 den 27 Meter hohen Bismarckturm nach Entwurf des Berliner Architekten Arnold Hartmann. Die Baukosten wurden überwiegend von Heinrich Stollwerck finanziert, der in unmittelbarer Nachbarschaft auf dem Grundstück Bayenthalgürtel 2 eine Villa erbauen ließ, die er „Bismarckburg“ nannte. Rheinuferstraße bzw. Oberländer Ufer wurden zwischen 1895 und 1897 als breite Promenade angelegt, von 1898 bis 1901 folgte die Anlage des Südparks.
Nachdem das naheliegende Bonn 1949 Regierungssitz der Bundesrepublik Deutschland wurde, war Marienburg zunächst Standort einiger Residenzen ausländischer diplomatischer Missionen bzw. Gesandtschaften, bevor es in seiner Eigenschaft als „Bonns Diplomatenviertel“ schrittweise von Bad Godesberg abgelöst wurde. Für leitende britische Angehörige der Alliierten Hohen Kommission entstanden in Marienburg außerdem Häuser mit einer Wohnfläche von jeweils bis zu 400 m². Die Botschaft Irans befand sich an der Parkstraße 5 (später sog. „Iranhaus“) und zog 1973 nach Bonn um, die Schweiz verlegte erst 1977 ihre Botschaft vom Bayenthalgürtel 15 nach Bonn. Zu den bedeutenderen Botschaftsstandorten gehörten auch die Residenzen von Indien (Rondorfer Straße 9; 1977 abgerissen), Kanada (Lindenallee 70) und Brasilien (Parkstraße 20). Einige der Großvillen dienen heute als Büros.
Seit Februar 1954 lag in der Lindenallee der britische Militärsender BFBS, der dort in der Villa Tietz bis Oktober 1990 residierte. Auch der Deutschlandfunk hatte seinen ehemaligen Standort zwischen Januar 1962 und Februar 1979 in der Lindenallee 7 – in einer als Funkhaus umgebauten Villa, die in der Folge Sitz der polnischen Botschaft wurde und von 1999/2000 bis 2013 ein Generalkonsulat der Republik Polen beherbergte. In Marienburg hatten – auch aufgrund der Nähe zum Regierungssitz Bonn – einige auf Bundesebene tätige Einrichtungen und Organisationen ihren Sitz. Darunter befand sich der Deutsche Städtetag in der Lindenallee, der zunächst ab 1948 in mehreren angemieteten Villen und später in einem von 1971 bis 1973 unter Abriss dreier Bestandsgebäude errichteten Büroneubau (Architekten: Joachim und Margot Schürmann) residierte; 2010 abgebrochen.

## Bevölkerungsstatistik
Struktur der Bevölkerung von Köln-Marienburg (2021):
- Durchschnittsalter der Bevölkerung: 43,4 Jahre (Kölner Durchschnitt: 42,3 Jahre)
- Ausländeranteil: 16,6 % (Kölner Durchschnitt: 19,3 %)
- Arbeitslosenquote: 4,4 % (Kölner Durchschnitt: 8,6 %)

## Kirchen

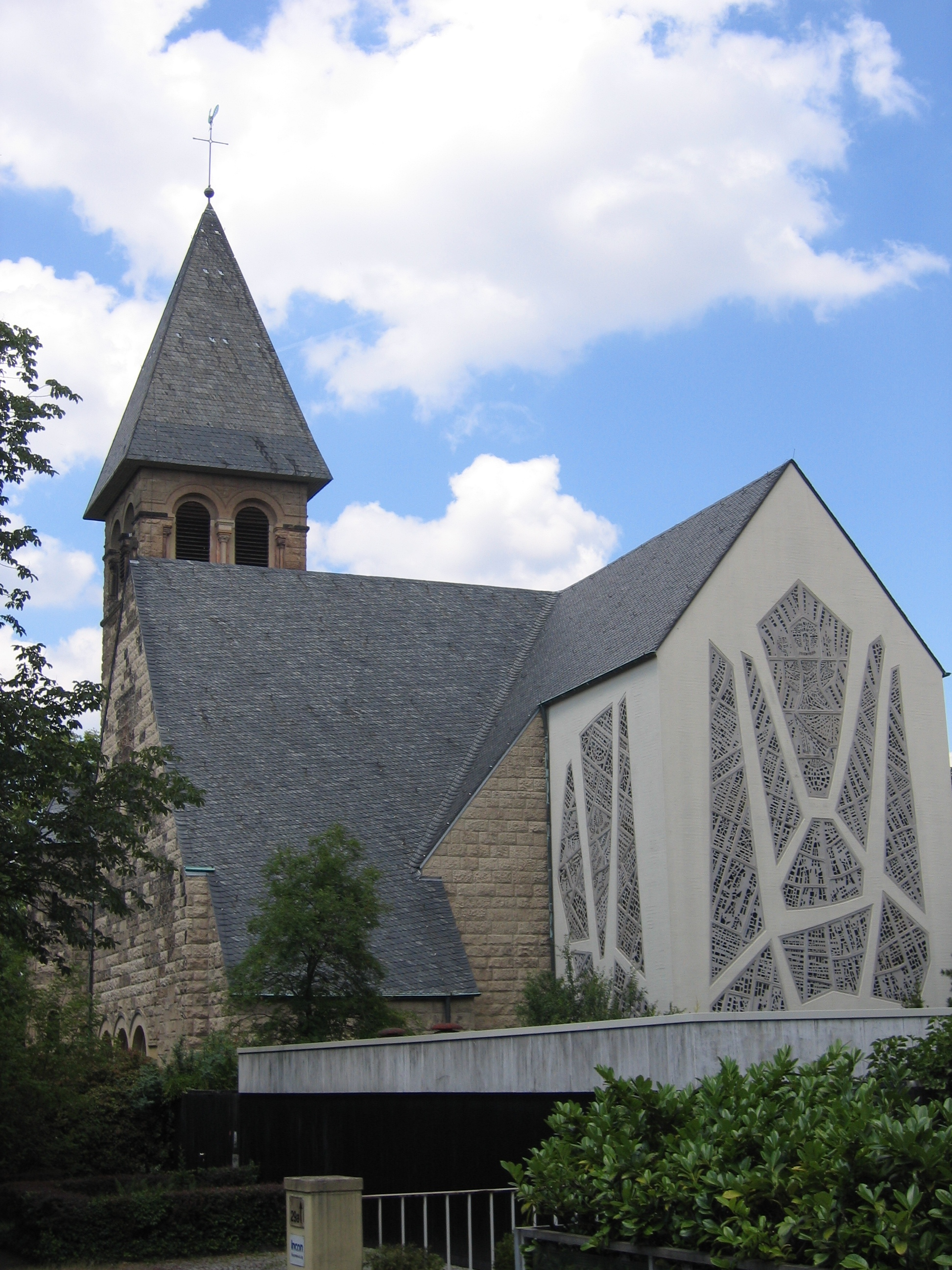
Evangelische Kirche in Marienburg

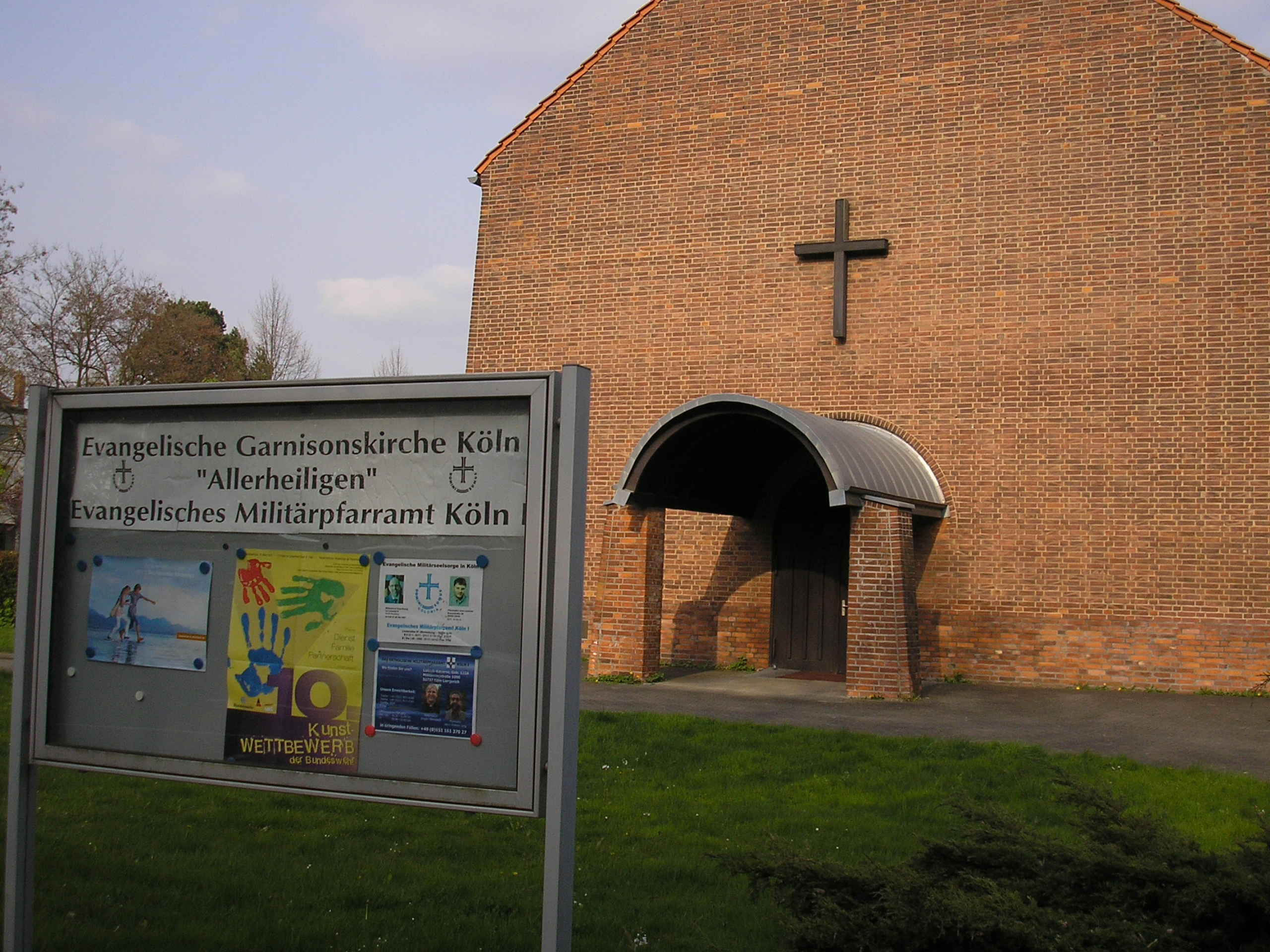
Evangelische Garnisonskirche Allerheiligen

Die evangelische Reformationskirche (Goethestraße) entstand zwischen 1903 und 1905 nach den Plänen des Berliner Architekten Otto March. 1943 zerstört, wurde sie während des Wiederaufbaus erheblich umgestaltet. Ebenfalls in der Goethestraße steht die katholische Pfarrkirche St. Maria Königin, die 1952 bis 1954 nach Plänen von Dominikus Böhm gebaut wurde. Das Gotteshaus erhebt sich über einem quadratischen Grundriss. Es öffnet sich auf der ganzen Länge der Südwand zum umgebenden Park. Der Turm entstand 1960 nach einem Entwurf von Gottfried Böhm.
In der Lindenallee, Ecke Bonner Straße, befindet sich die Evangelische Garnisonskirche Allerheiligen des Evangelischen Militärpfarramtes Köln I. Die anglikanische Gemeinde nutzt die Kirche als All Saints-Chapel.

## Sehenswertes
- Die Anlage eines denkmalgeschützten Puttenbrunnens ist das Werk eines unbekannten Künstlers aus dem Jahr 1910. Der Brunnen steht am Ende der Parkstraße.
- Im Südpark steht die um 1920 geschaffene, denkmalgeschützte Plastik eines Panthers von Fritz Behn.
- Das Kölner Festungsmuseum befindet sich im Zwischenwerk VIII b zwischen Militärring und Autobahn A 4.
- Liste der Baudenkmäler im Kölner Stadtteil Marienburg
- In der Sinziger Straße findet man den Fritz-Encke-Volkspark, welcher nach dem Kölner Gartenbaudirektor in den 1930er Jahren benannt wurde.

## Beispiele für Villenbebauung in Marienburg

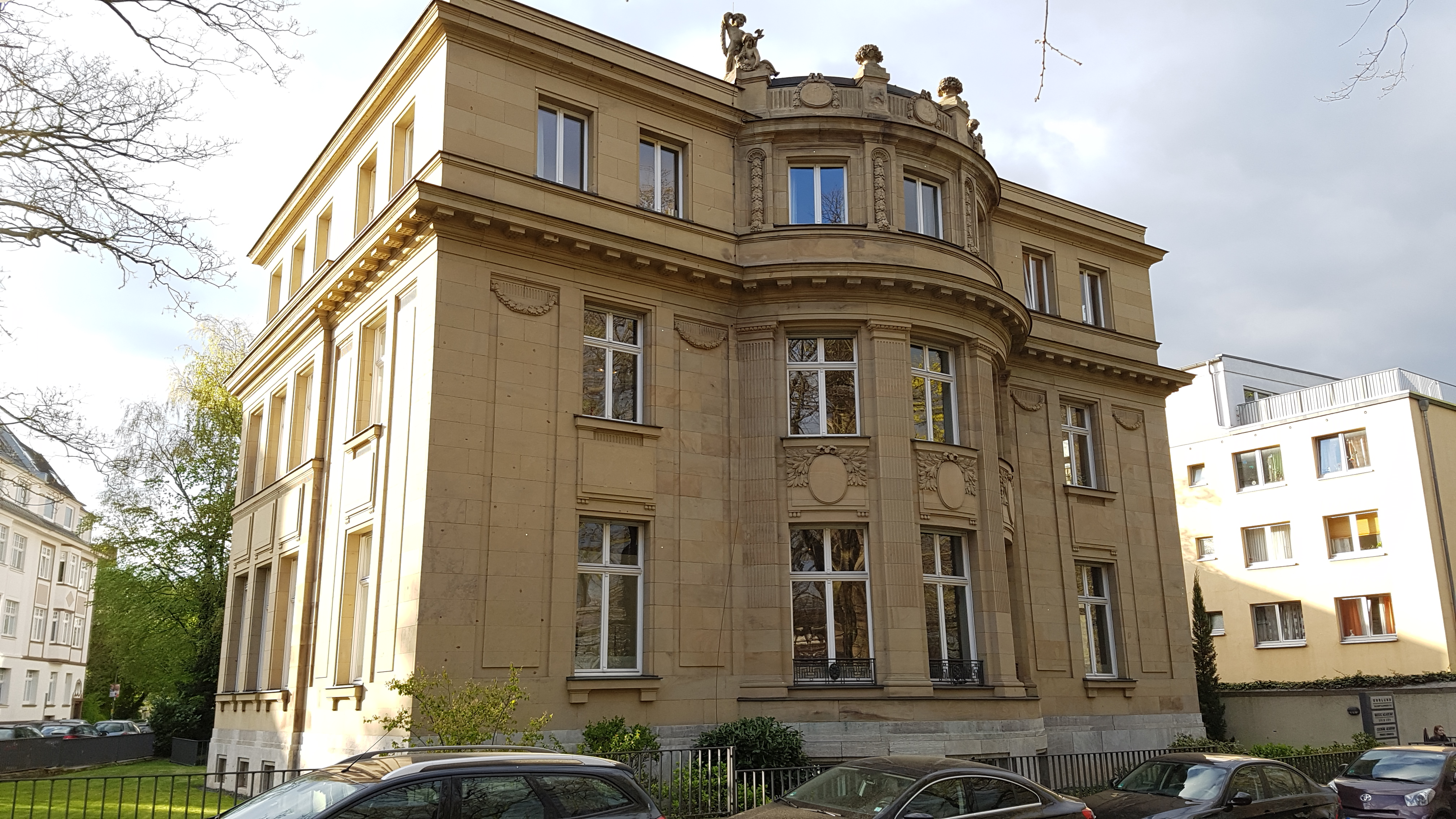
Haus Opfergelt, Bayenthalgürtel 4
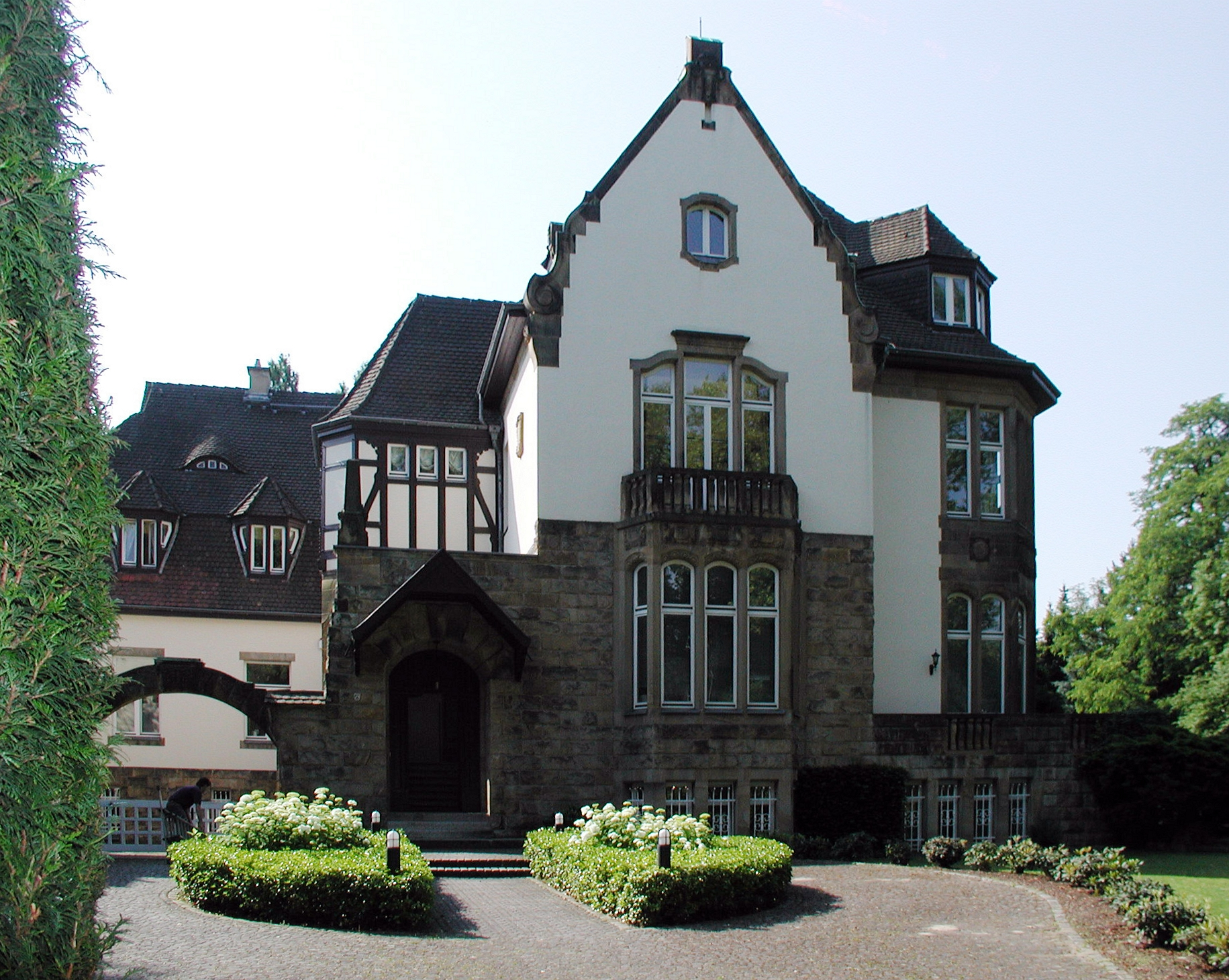
Haus Schröder, Bayenthalgürtel 15
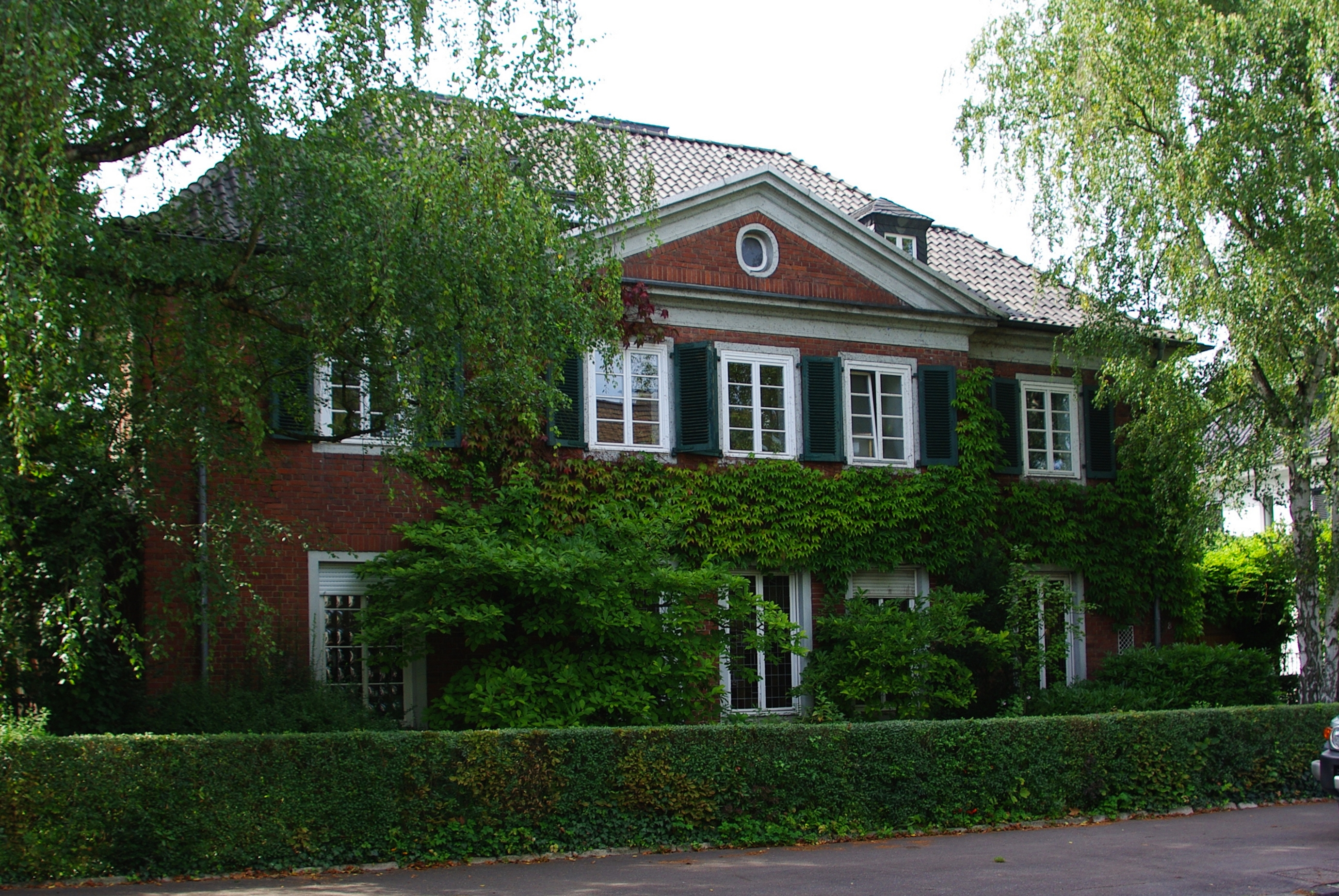
Goethestraße 8
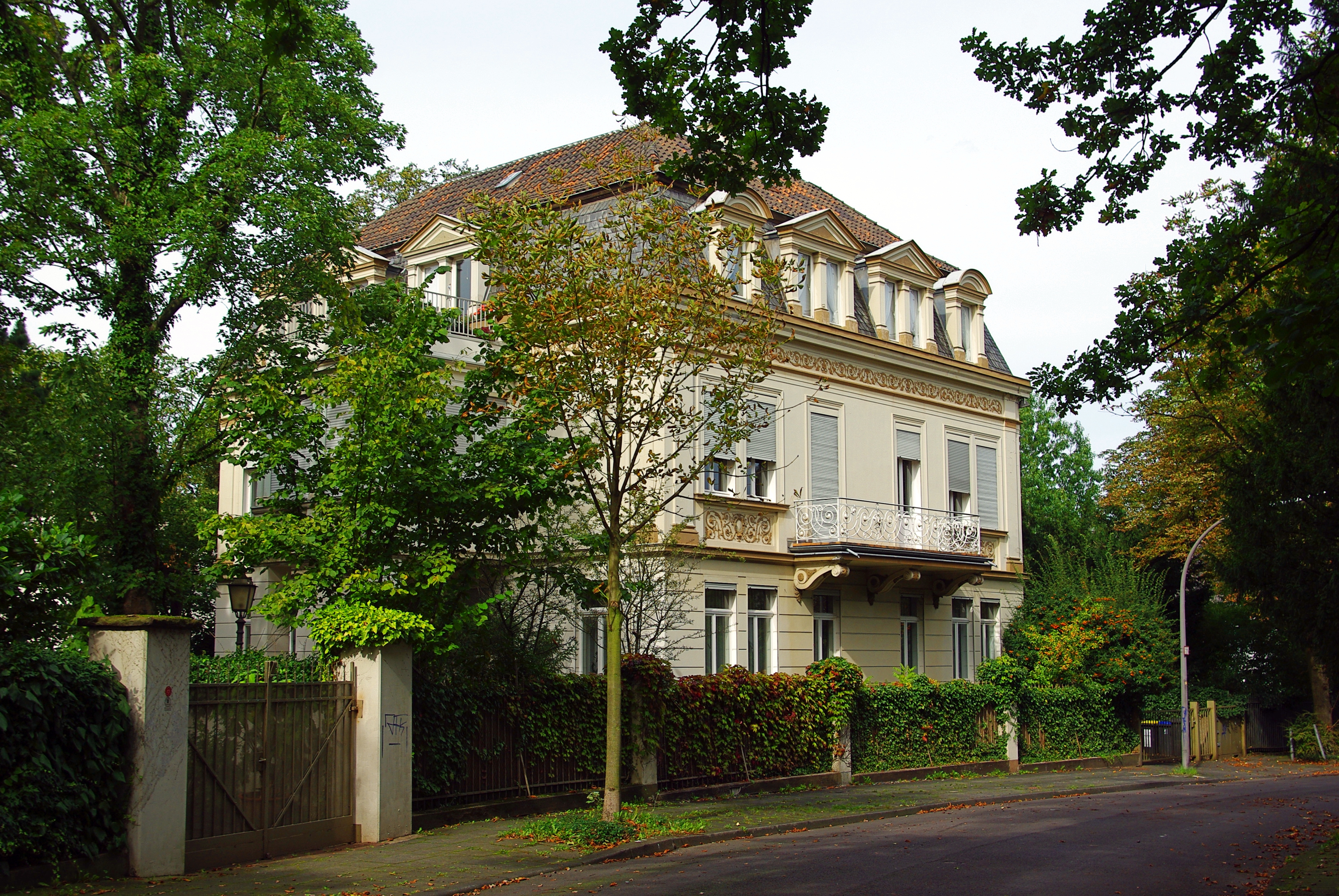
Kastanienallee 20
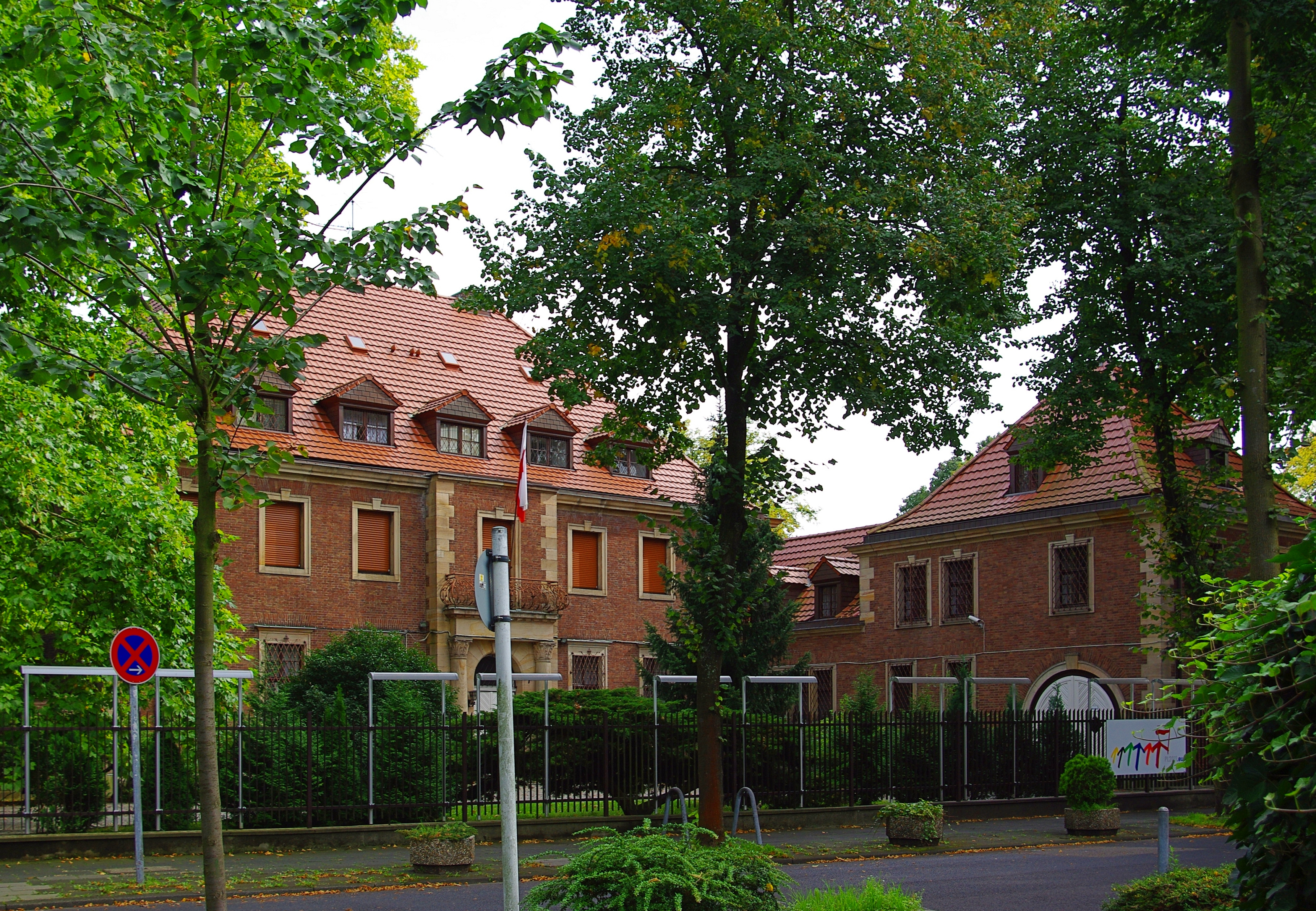
Lindenallee 7
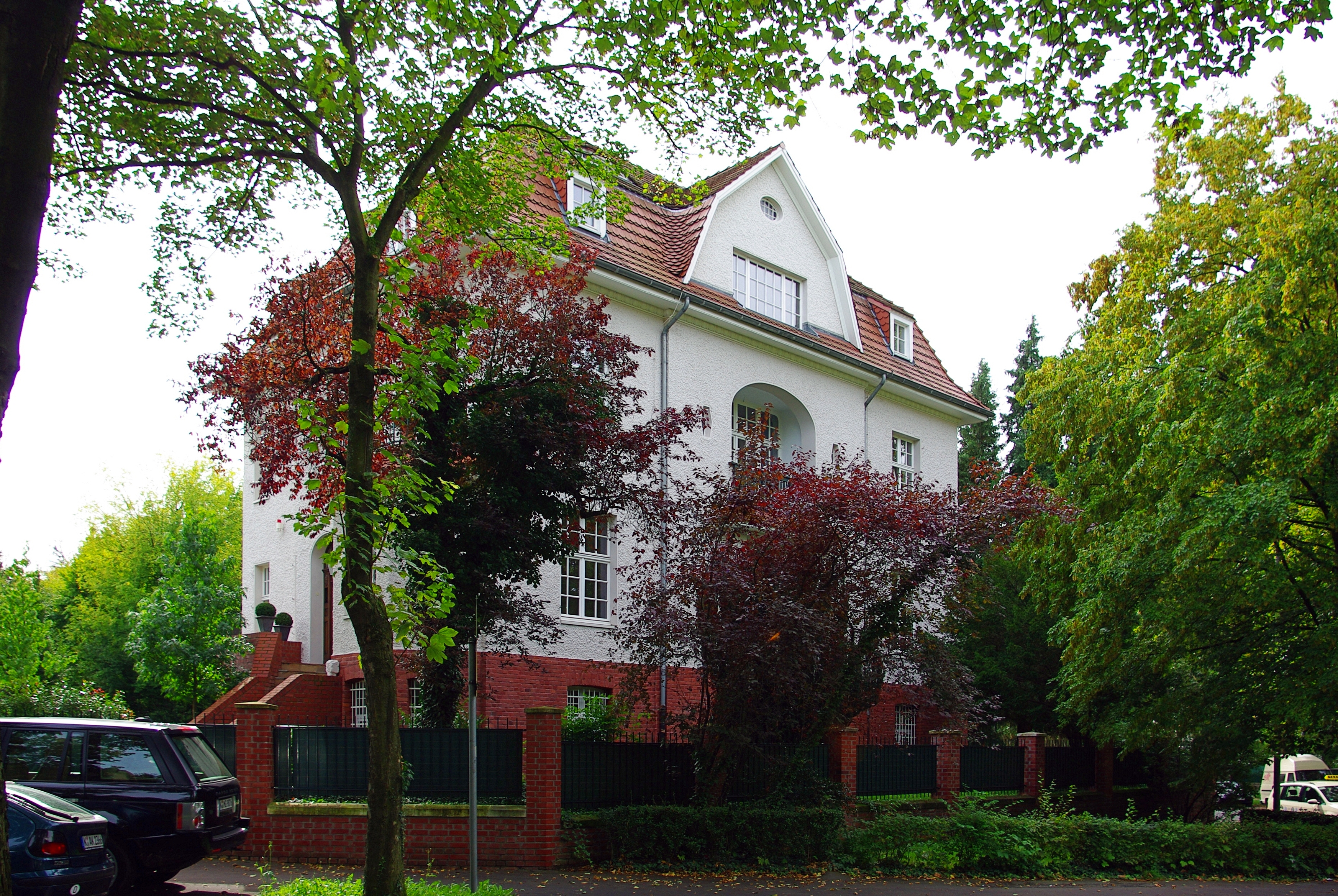
Palästinahaus, Unter den Ulmen 96

## Bekannte Einwohner
- Gottfried Böhm (1920–2021), Architekt und Pritzker-Preisträger
- Josef Feinhals (1867–1947), Zigarrenfabrikant und Kunstmäzen
- Hans Gerling (1915–1991), Unternehmer
- Elke Heidenreich (* 1943), Fernsehmoderatorin
- Ernst H. Hilbich (1931–2025), Schauspieler und Hörspielsprecher
- Friedrich Carl Janssen (* 1944), ehemaliger pers. haftender Gesellschafter von Sal. Oppenheim
- Hans Katzer (1919–1996), Bundesminister für Arbeit und Sozialordnung
- Ingolf Lück (* 1958), Moderator und Comedian
- Alfred Freiherr von Oppenheim (1934–2005), Bankier
- Robert Pferdmenges (1880–1962), Bankier, ehemaliger Teilhaber der Sal. Oppenheim
- Marc, Oliver und Alexander Samwer (* 1970, * 1973 und * 1975), Unternehmer
- Harald Schmidt (* 1957), deutscher Kabarettist, Schauspieler und Moderator
- Dieter Schütte (1923–2013), deutscher Verleger
- Franz Stollwerck (1815–1876), Unternehmer
- Heinrich Stollwerck (1843–1915), Unternehmer
- Ludwig Stollwerck (1857–1922), Unternehmer
- Leonhard Tietz (1849–1914), Unternehmer
- Alfred Leonhard Tietz (1883–1941), Unternehmer
- Otto Wolff von Amerongen (1918–2007), Unternehmer
- Gerhard Zeiler (* 1955), Konzernvorstand der RTL Group
- Klaus Zumwinkel (* 1943), ehemaliger Vorstandsvorsitzender der Deutsche Post AG
- Bianca Claßen (* 1993), Webvideo-Produzentin, Unternehmerin[10]